# Frente del Océano Pacífico (Segunda Guerra Mundial)
El Frente del Océano Pacífico que se desarrolló en la Segunda Guerra Mundial   fue un importante teatro de operaciones de la guerra del Pacífico entre los Aliados y Japón. Fue definido por el Comando del Área del Pacífico de las potencias aliadas, que incluía la mayor parte del océano Pacífico y sus islas, mientras que Asia continental fue excluido (Filipinas, Indias Orientales Neerlandesas, Borneo, Australia, la mayor parte del Territorio de Nueva Guinea y la parte occidental de las Islas Salomón). 
El Frente del Océano Pacífico fue especialmente violento; los combates fueron encarnizados y las particularidades del ecosistema de las islas resultaban extrañas a los combatientes. Las consecuencias ecológicas de la guerra en estos frágiles biomas fueron muy graves. El historiador John Dower ha atribuido el nivel de violencia en el Frente del Pacífico a la consideración, tanto de los Aliados como de los japoneses, de estar luchando una guerra racial.

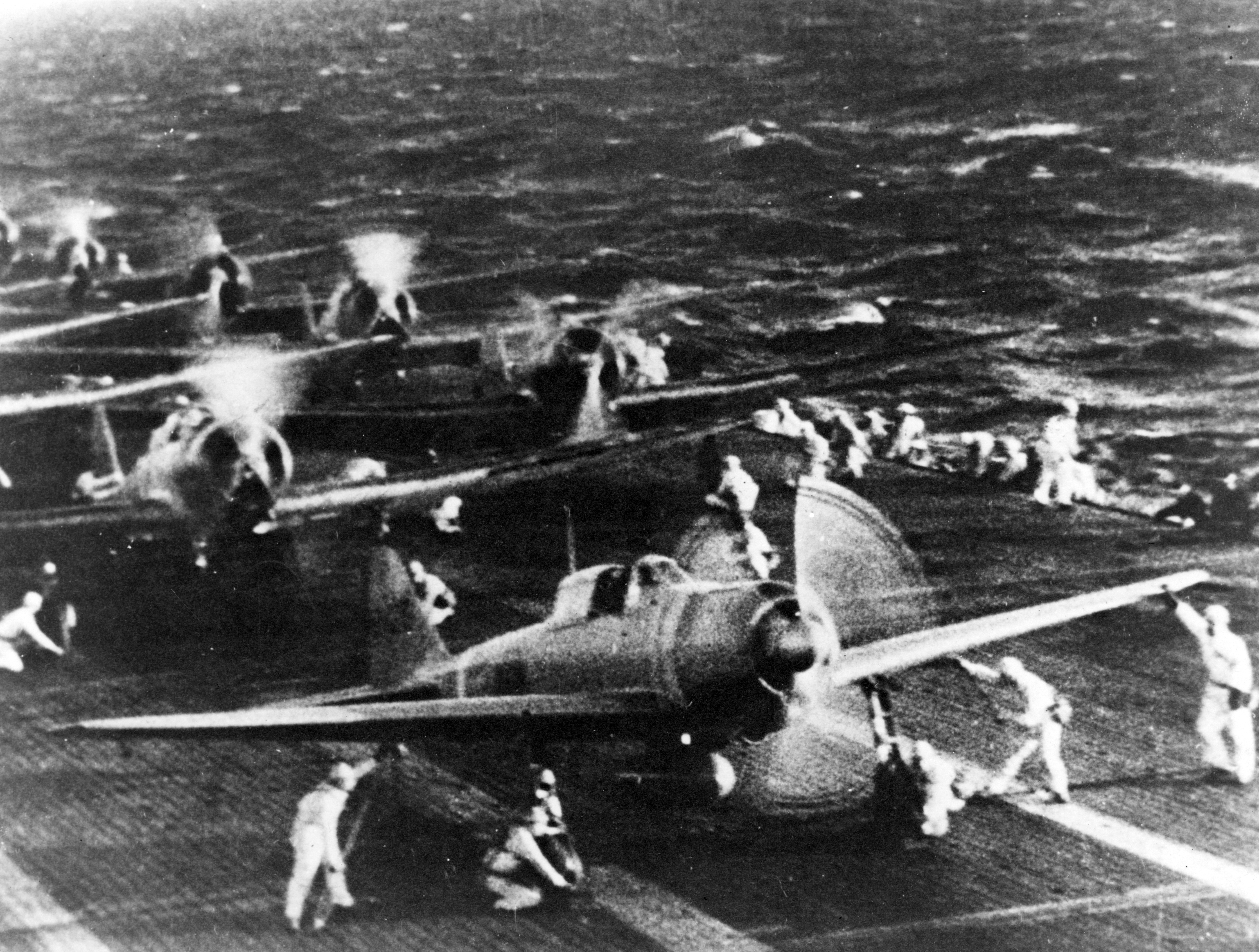
Aeronaves japonesas preparadas para despegar desde un portaaviones.

Estructura del comando aliado en el Pacífico.

Oficialmente entró en existencia el 30 de marzo de 1942, cuando el Almirante Chester Nimitz fue elegido "Comandante Supremo Aliado del Frente del Océano Pacífico (Supreme Allied Commander Pacific Ocean Areas). En el otro importante teatro de operaciones en la región del Pacífico, conocido como Frente del Sudoeste del Pacífico, las fuerzas aliadas estaban bajo el mando del general Douglas MacArthur. Tanto Nimitz como MacArthur eran supervisados por el Estado Mayor Conjunto de los EE. UU.; y el Estado Mayor Combinado de los aliados occidentales.
La mayor parte de las fuerzas japonesas en este frente formaban parte de la Flota Combinada (Rengō Kantai) de la Marina Imperial Japonesa, que era responsable de todos los navíos de guerra japoneses, las aeronaves navales y las unidades de infantería de marina. La Flota Combinada estuvo liderada por el Almirante Isoroku Yamamoto, hasta su muerte en un ataque por aeronaves estadounidenses en abril de 1943. Yamamoto fue sucedido por el Almirante Mineichi Koga (1943-44) y el Almirante Soemu Toyoda (1944-45). El Estado Mayor de la Marina Imperial Japonesa era responsable de las unidades terrestres y aéreas del Ejército Imperial Japonés en el Sudoeste de Asia y en el Pacífico Sur. 
En el Frente del Océano Pacífico, las fuerzas japonesas combatieron principalmente a la Armada de los Estados Unidos y al Cuerpo de Marines de los EE.UU. También contribuyeron con sus fuerzas Reino Unido, Nueva Zelanda, Australia, Canadá y otras naciones aliadas.

## Principales campañas y batallas
- Pacífico Central 
  - Ataque a Pearl Harbor, 7 de diciembre de 1941[6]
  - Batalla de la Isla de Wake, 7-23 de diciembre de 1941[7]
  - Campaña japonesa en Filipinas, 8 de diciembre de 1941-9 de junio de 1942
  - Campaña japonesa en las Indias Orientales Neerlandesas, 18 de diciembre de 1941-21 de abril de 1942
  - Raid de Doolittle, 18 de abril de 1942[6]
  - Batalla del Mar del Coral, 4-8 de mayo de 1942
  - Batalla de Midway, 4-6 de junio de 1942[6]
  - Campaña de Guadalcanal, 7 de agosto de 1942 - 9 de febrero de 1943
  - Campaña de las Islas Gilbert y Marshall, 1943-44
    - Raid de la Isla de Makin, 17-18 de agosto de 1942[8]
    - Batalla de Tarawa, 20 de noviembre de 1943[6]
    - Batalla de Makin 20-23 de noviembre de 1943
    - Batalla de Kwajalein, 1 de febrero de 1944[9]
    - Batalla de Eniwetok, 17 de febrero de 1944[10]

  - Ataque a la Isla de Truk, 17-18 de febrero de 1944
  - Campaña de las Islas Marianas y Palaos, 1944
    - Batalla de Saipán, 15 de junio de 1944[11]
    - Batalla del Mar de Filipinas, 19-21 de junio de 1944[12]
    - Batalla de Guam, 21 de julio de 1944[13]
    - Batalla de Tinian, 24 de julio de 1944[13]
    - Batalla de Peleliu, 15 de septiembre de 1944[14]
    - Batalla de Angaur, 17 de septiembre de 1944[14]

  - Batalla de Leyte, 20 de octubre de 1944[14]
    - Batalla del Golfo de Leyte, 23 de octubre de 1944[14]

  - Batalla de Iwo Jima, 19 de febrero de 1945[6]
  - Batalla de Okinawa, 1 de abril de 1945[6]
- Frente del Pacífico Norte
  - Campaña de las Islas Aleutianas, 1942-43
  - Batalla de las Islas Komandorski, 26 de marzo de 1943[6]